# 123456
Die ganze Zahl bzw. Zahlenfolge 123456 ergibt sich aus den ersten sechs natürlichen Zahlen (nach der Definition ohne die Null). Es handelt sich somit um die sechste Smarandache-Zahl im Dezimalsystem.

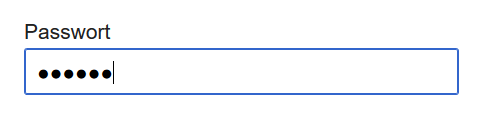
Passwort 123456

Sie ist nach mehreren Listen das häufigst benutzte Passwort global sowie deutschlandweit. Mindestens 23,3 Millionen gehackte Benutzerkonten waren mit diesem geschützt. Unter den am häufigsten verwendeten Passwörtern finden sich auch die Ziffernfolgen 12345, 1234567, 12345678 und 123456789.
Davor wurde „123456“ meist ähnlich wie ein Platzhaltername benutzt. Auch ein Lied der Band Fitz and the Tantrums trägt die Folge als Titel.